# Xintang (sockenhuvudort i Kina, Jiangxi Sheng, lat 29,62, long 115,71)
Xintang är en sockenhuvudort i Kina. Den ligger i provinsen Jiangxi, i den sydöstra delen av landet, omkring 110 kilometer norr om provinshuvudstaden Nanchang. Antalet invånare är 18 138. Befolkningen består av 9 391 kvinnor och 8 747 män. Barn under 15 år utgör 21,0 %, vuxna 15-64 år 68 %, och äldre över 65 år 9,0 %.
Runt Xintang är det tätbefolkat, med 369 invånare per kvadratkilometer. Närmaste större samhälle är Ruichangshi, 8,7 km nordväst om Xintang. I omgivningarna runt Xintang växer i huvudsak blandskog.
Genomsnittlig årsnederbörd är 2 073 millimeter. Den regnigaste månaden är maj, med i genomsnitt 328 mm nederbörd, och den torraste är januari, med 59 mm nederbörd.